# 집으로 가는 길 (1999년 영화)
《집으로 가는 길》(我的父亲母亲)은 1999년 공개된 영화이다.

## 줄거리
류오 유셍을 찾아온 마을 촌장은 아버지가 학교 건설비용을 빌리러 다니다가 눈보라 때문에 아프게 되었는데, 병원에서 심장병이 있다는 사실을 알게 되었고, 결국 돌아가시게 되었다고 알린다. 어머니가 전통 방식으로 장례를 치르고 싶어 하는데, 문화혁명 이후에 젊은이들이 모두 도시로 떠나 일손이 부족해서 관을 들고 마을로 돌아오는게 불가능하다고 한다.

## 출연

### 주연
- 장쯔이
- 쑨훙레이
- 이빈

## 한국어 더빙 성우진

### MBC (2003년 12월 7일)
- 김아영 - 초제(장쯔이)
- 안지환 - 낙옥생(쑨훙레이)
- 정희선 - 노인 초제(쟈오 위에린)
- 김태훈 - 촌장
- 안정현 - 할머니(이빈)
- 김호성 - 하씨
- 정재헌 - 낙장여(쩡하오)
- 문남숙
- 박신희
- 방성준
- 이원찬
- 조현정

### KBS (2004년 9월 27일)
- 은영선 - 초제(장쯔이)
- 홍성헌 - 옥생(쑨훙레이)
- 이경자 - 옥생 엄마(쟈오 위에린)
- 정훈석 - 장여(쩡하오)
- 김창주 - 촌장
- 장호비 - 젊은 촌장
- 박민아 - 할머니(이빈)
- 신흥철 - 하씨 아저씨
- 변현우 - 젊은 하씨
- 구민선
- 윤현정

## 같이 보기
- 중국 영화